# Parlament Australii
Parlament Australii (Parliament of Australia) – główny organ władzy ustawodawczej na szczeblu federalnym w Australii. Formalnie w jego skład wchodzą król Australii, Izba Reprezentantów i Senat. Istnieje od 1901 roku, kiedy to sześć kolonii brytyjskich położonych na kontynencie australijskim połączyło się w federację, tworząc dominium pod nazwą Związek Australijski.
Podobnie jak cały ustrój polityczny Australii, jej parlament federalny stanowi połączenie wzorców brytyjskich i amerykańskich. Z USA zaczerpnięto nazwy izb oraz ogólne założenia konstrukcji parlamentu (w jednej izbie stany reprezentowane są proporcjonalnie do ludności, w drugiej wszystkie są równe). Na modelu brytyjskim oparte są procedury parlamentarne oraz sposób ułożenia relacji władzy ustawodawczej i wykonawczej.

## Skład Parlamentu

### Król Australii
Król Australii stanowi część parlamentu wyłącznie formalnie, zaś faktycznie nie ma żadnego wpływu na kształtowanie australijskiego prawa. Ze względu na unię personalną łączącą Australię z Wielką Brytanią, król przez ogromną większość czasu przebywa poza terytorium Australii, zaś jego obowiązki wypełnia powoływany przez niego (lecz faktycznie wskazywany przez premiera Australii) gubernator generalny. Gubernator - działając w imieniu króla może podpisać ustawę lub użyć wobec niej bezwzględnego weta. Konwencja konstytucyjna nakazuje jednak, aby gubernator działał co do zasady zgodnie z wolą ministrów, co w praktyce sprowadza się do podpisywania niemal wszystkich ustaw. Dodatkowo gubernator może zastrzec ustawę do decyzji króla.

### Izba Reprezentantów
W praktyce politycznej Australii, najważniejszą izbą parlamentu federalnego jest Izba Reprezentantów, składająca się ze 150 członków wybieranych na trzy lata w jednomandatowych okręgach wyborczych, z zastosowaniem ordynacji preferencyjnej. Stany i terytoria posiadają liczbę reprezentantów proporcjonalną do ich ludności (z lekkim uprzywilejowaniem Terytorium Północnego, które - gdyby nie owo szczególne traktowanie - nie miałoby żadnego reprezentanta lub najwyżej jednego, a posiada dwóch, podobnie jak znacznie ludniejsze Australijskie Terytorium Stołeczne). Od końca II wojny światowej w Izbie dominują dwa bloki: lewicowa Australijska Partia Pracy oraz pozostające w stałej koalicji prawicowe Liberalna Partia Australii i Narodowa Partia Australii (wcześniej działająca jako Partia Wiejska). Oba te obozy wymieniają się u steru władzy - gdy przywódca jednego jest premierem, drugi pełni funkcję lidera opozycji.

### Senat
Senat składa się z 76 członków, wybieranych z zastosowaniem ordynacji proporcjonalnej w wielomandatowych okręgach wyborczych, gdzie każdy stan lub terytorium stanowi jeden okręg. Taki sposób jego wyłaniania jest korzystniejszy dla mniejszych ugrupowań i sprawia, że partie stosunkowo popularne w pewnych częściach społeczeństwa, ale niemające szans na miejsce w Izbie Reprezentantów, mogą być reprezentowane w parlamencie. W ostatnich latach dotyczy to m.in. Zielonych. Każdy ze stanów wybiera 12 senatorów, zaś oba terytoria wewnętrzne mają po 2 przedstawicieli. Kadencja senatora trwa 6 lat, przy czym przy okazji każdych wyborów do Izby Reprezentantów, odnawiana jest też połowa składu Senatu.

## Procedura
W Australii prawo inicjatywy ustawodawczej przysługuje każdemu członkowi parlamentu. W praktyce większość projektów składają ministrowie, realizując w ten sposób politykę rządu. Projekty składane przez parlamentarzystów spoza rządu nazywane są projektami prywatnymi (private bills). Co do zasady, prace nad projektem mogą rozpocząć się w każdej z izb - decyduje to, członkiem której izby jest projektodawca. W praktyce jednak niemal zawsze tzw. izbą inicjującą jest Izba Reprezentantów. Po uchwaleniu projektu przez izbę inicjującą, wędruje on do drugiej izby (zwykle Senatu), która może ją przyjąć bez zmian, odrzucić w całości lub wprowadzić poprawki. W przypadku przyjęcia bez zastrzeżeń, po uzyskaniu podpisu gubernatora generalnego, ustawa wchodzi w życie (o ile nie ma vacatio legis). Jeśli druga izba wprowadzi poprawki, a izba inicjująca ponownie uchwali projekt w brzmieniu uwzględniającym te poprawki, ustawa również zostaje uznana za przyjętą i trafia na biurko gubernatora. Jeśli natomiast izba inicjująca ponownie uchwali ustawę pomimo jej odrzucenia przez drugą izbę lub w brzmieniu nie uwzględniającym poprawek, projekt ponownie trafia do drugiej izby. Ta ponownie może projekt przyjąć, odrzucić lub poprawić. Jeśli po raz drugi zgłosi do niego poprawki, projekt po raz trzeci trafia do izby inicjującej. Jeśli izba ta i tym razem zignoruje poprawki, gubernator generalny otrzymuje możliwość tzw. podwójnego rozwiązania (double dissolution) - jednoczesnego skrócenia kadencji wszystkich członków obu izb. Taki sam efekt daje dwukrotne odrzucenie projektu przez drugą izbę.
Jeśli nowe składy obu izb ponownie nie dojdą do porozumienia w sprawie kształtu ustawy, gubernator generalny zwołuje wspólne posiedzenie obu izb, na którym przeprowadza się głosowanie. Jeśli zaproponowane brzmienie projektu uzyska bezwzględną większość głosów, ustawa zostaje przyjęta. W przeciwnym razie, zostaje definitywnie odrzucona, a jedynym sposobem na powrót do niej jest ponowne wniesienie jej projektu w jednej z izb jako nowej inicjatywy ustawodawczej, co uruchamia całą procedurę od początku.
Powyższe zasady ulegają pewnym modyfikacjom w przypadku ustaw o charakterze budżetowym i okołobudżetowym (money bills). Przy tego rodzaju projektach, izbą inicjującą może być wyłącznie Izba Reprezentantów, zaś Senat może tylko przyjąć projekt lub odrzucić go, nie ma natomiast prawa do zgłaszania poprawek.

## Siedziba
W swojej dotychczasowej historii parlament miał trzy siedziby. Do roku 1927, kiedy stolica federalna - Canberra - była dopiero budowana, tymczasowo zbierał się w gmachu Parlamentu Wiktorii w Melbourne. Następnie przeniósł się do budynku w Canberze znanego dziś jako Old Parliament House. Zakładano, iż będzie on siedzibą parlamentu przez najwyżej 50 lat, do czasu wzniesienia stałego i ostatecznego gmachu. W końcu służył on obu izbom przez 61 lat, do momentu oddania do użytku położonego tuż obok Parliament House, co miało miejsce w roku 1988.

### Galeria

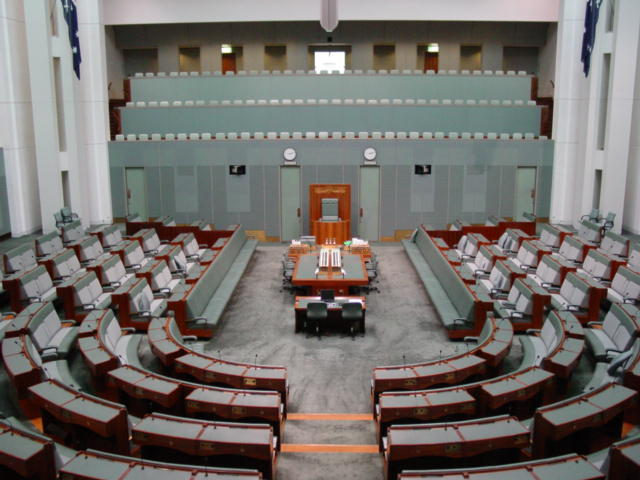
Sala posiedzeń Izby Reprezentantów
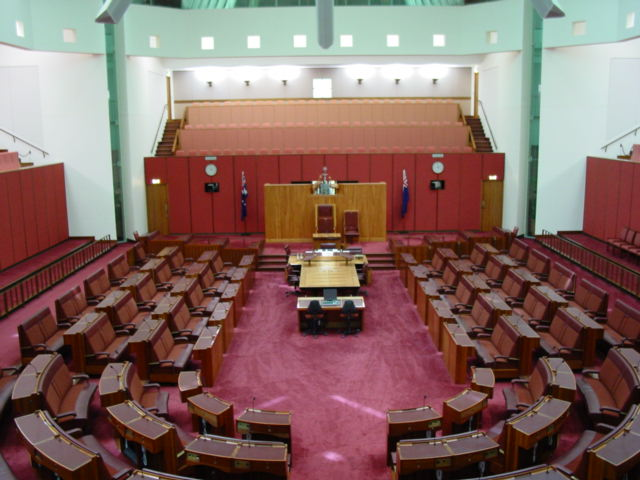
Sala posiedzeń Senatu
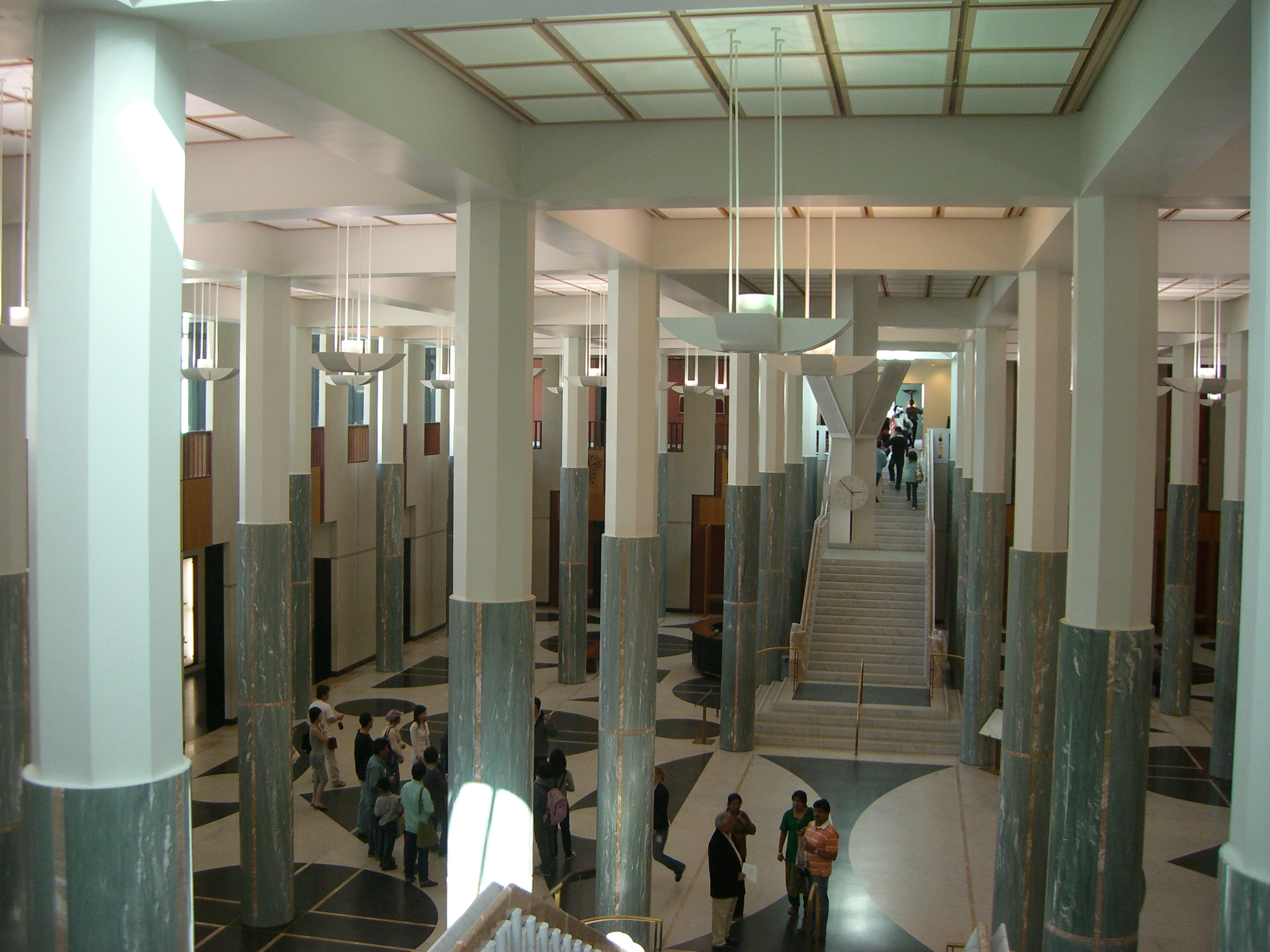
Główne foyer parlamentu
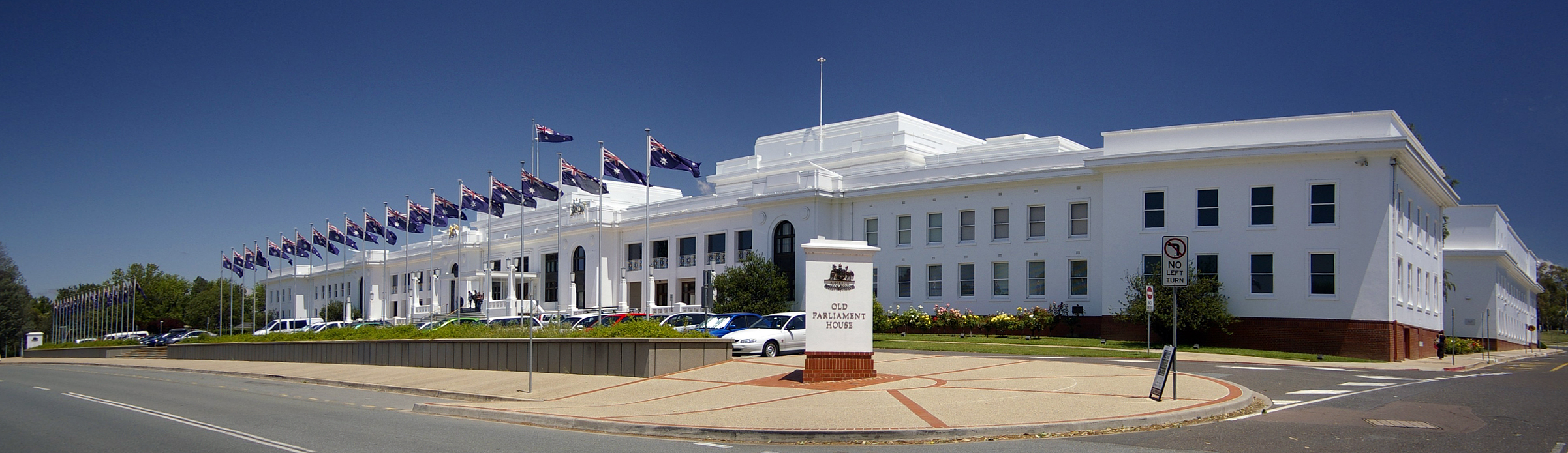
Stary gmach parlamentu, używany w latach 1927-88